# Mammillaria breviplumosa
Mammillaria breviplumosa — сукулентна рослина з роду мамілярія родини кактусових. Вид описаний у 2020 році.

## Поширення
Ендемік Мексики. Відомий у типовому місцезнаходженні — у муніципалітеті Мапімі в штаті Дуранго у межах пустелі Чіуауа.